# 朱詮鉌
瀋安王朱詮鉌（1474年—1509年），明朝宗室，瀋王瀋莊王朱幼㙾的庶第二子，母夫人胡氏。明太祖之玄孫。明朝第一代靈川王。著有《凝齋槀》。

## 生平
他在成化十九年（1483年）受封靈川王，弘治三年（1490年）九月，明孝宗遣使冊封西城兵馬副指揮郭志的女兒為靈川王妃；在正德四年（1509年）去世，朝廷賜諡號榮懿。嫡長子朱勛潪襲封靈川王。後來其孫朱胤栘在嘉靖十年（1531年）後因瀋懷王朱胤榿無子而嗣封瀋王，并追封他為瀋王，諡號安。

## 子孫
- 嫡長子：靈川恭裕王→（追封）瀋惠王朱勛潪
- 嫡次子：朱勛澻，弘治六年（1493年）賜名[4]
- 嫡三子：鎮國將軍朱勛澈，號雲仙[5]，弘治十二年（1499年）賜名[6]。嘉靖十二年（1533年）十一月，其侄朱胤栘請求朝廷冊封朱勛澈為郡王，不准[7]。著有《雲仙集》十四卷[8][9]